# Robin Hill (biokemik)
Robin Hill, britanski biokemik, * 2. april 1899, † 15. marec 1991.
Po njem se imenuje Hillova reakcija fotosinteze, ki dokazuje, da je kisik potreben za fotosintezo.